# دولت مستقل کرواسی
دولت مستقل کرواسی (صربی‌کرواتی: Nezavisna Država Hrvatska، Независна Држава Хрватска, NDH; آلمانی: Unabhängiger Staat Kroatien; ایتالیایی: Stato Indipendente di Croazia), یکی از دولت‌های دست‌نشانده آلمان نازی و پادشاهی ایتالیا حین در جنگ جهانی دوم، که به عنوان بخشی از یوگسلاوی در اشغال متحدین به پایتختی زاگرب تأسیس شد.